# اوگونا نمانی
اوگونا نمانی (انگلیسی: Ogonna Nnamani؛ زادهٔ ۲۹ ژوئیهٔ ۱۹۸۳) یک بازیکن والیبال دو ملیتی اهل نیجریه-ایالات متحده آمریکا است که از سال ۲۰۰۲ تا ۲۰۱۰
عضو تیم ملی والیبال زنان ایالات متحده آمریکا بود. نمانی در المپیک ۲۰۰۸ با آمریکا به مدال نقره دست یافت.